# استان باحه
استان باحه (به عربی: الباحة) استانی در عربستان سعودی است. الباحه در جنوب این کشور در همسایگی استان عسیر واقع شده است.
ساکنان آن مسلمان اهل سنت

## خصوصیات
مساحت این استان ۹۹۲۱ کیلومتر مربع و جمعیت آن بنا به سرشماری سال ۲۰۱۰ برابر با ۴۱۱٬۸۸۸ نفر می‌باشد. مرکز این استان شهر الباحه است.

## اماکن
استان باحه دارای یک بازار معروف سنتی شناخته شده در شهر بلجرشی (به عربی: بلجرشي) می‌باشد با نام سوق السبت، به معنای «شنبه بازار». بازار بلجرشی بسیار قدیمی است و سن ناشناخته‌ای دارد. این بازار پس از نماز صبح بازمی‌گردد.

## نگارخانه

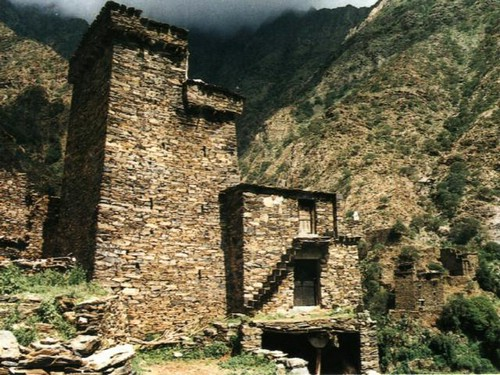
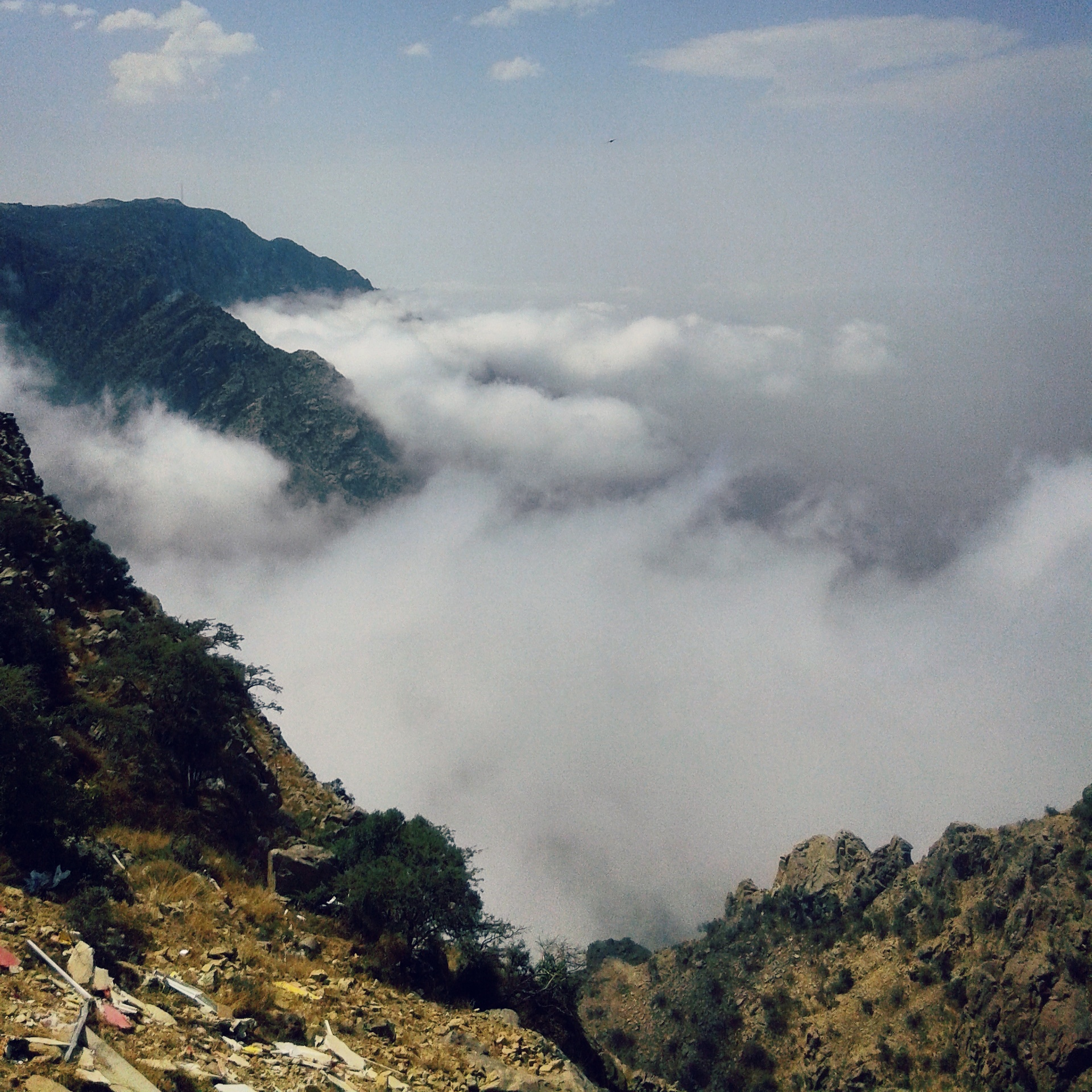
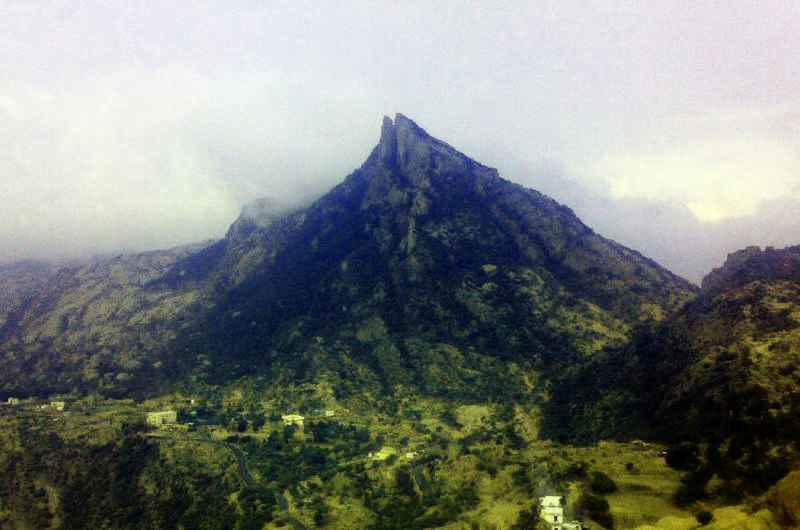
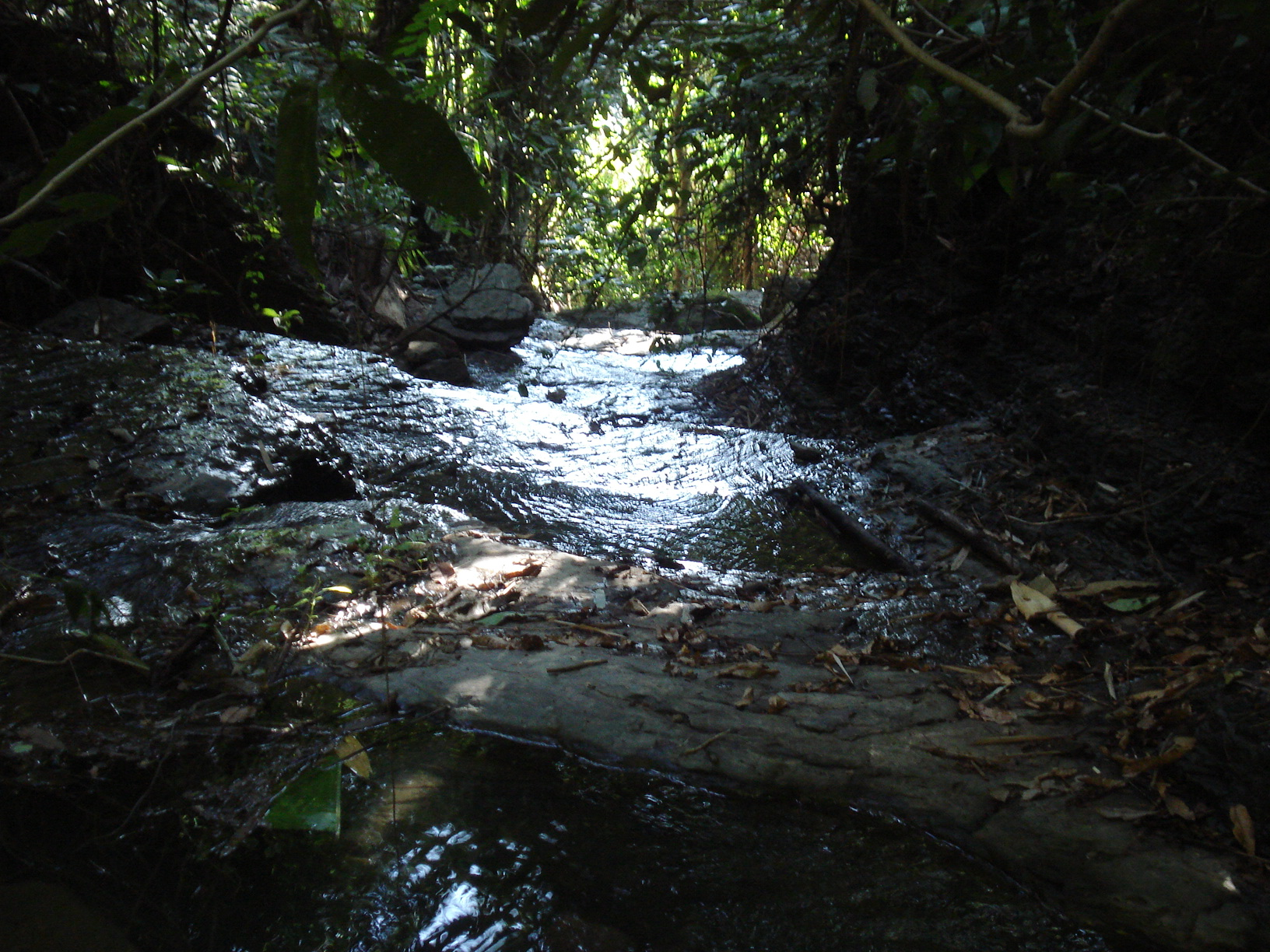
وادی نیرا
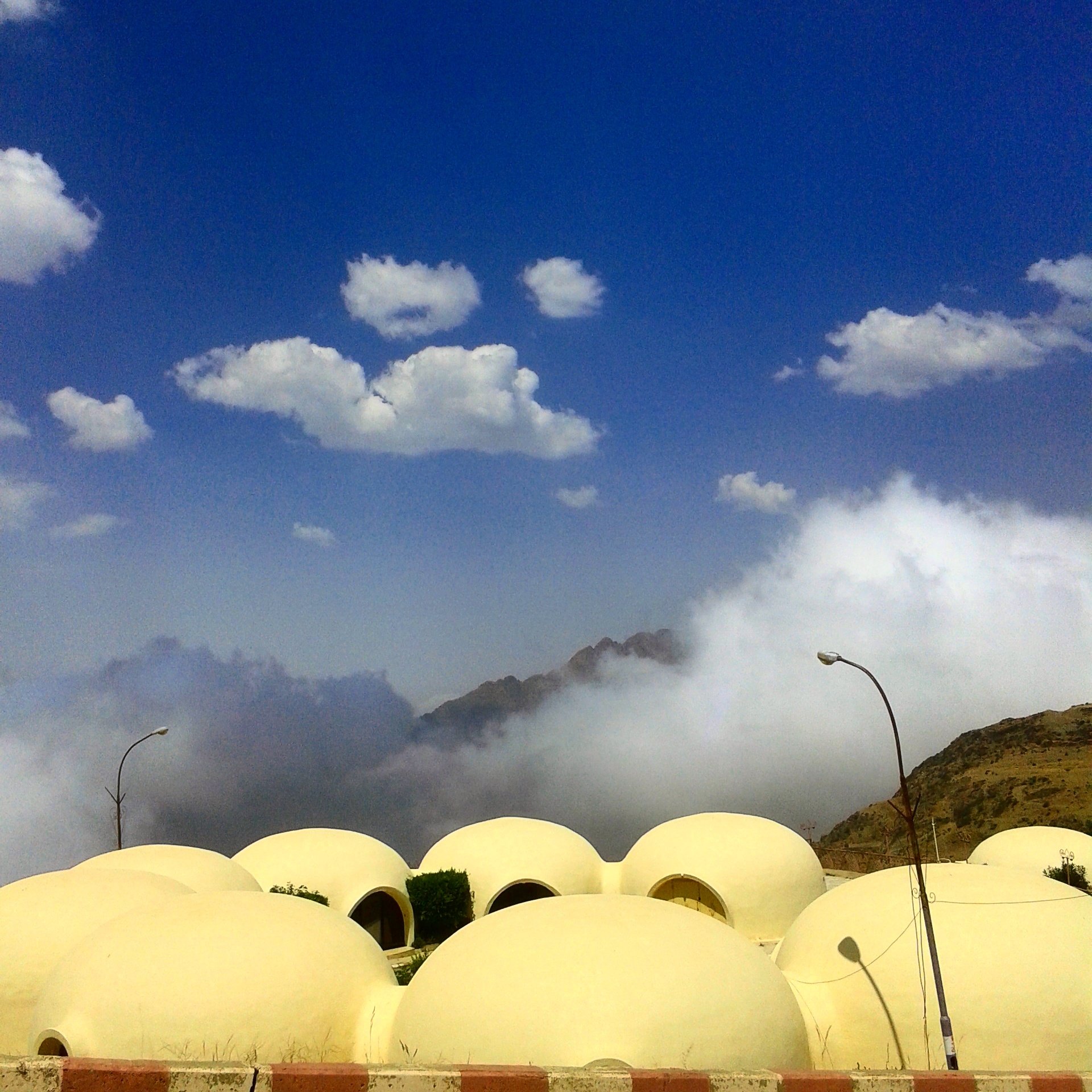
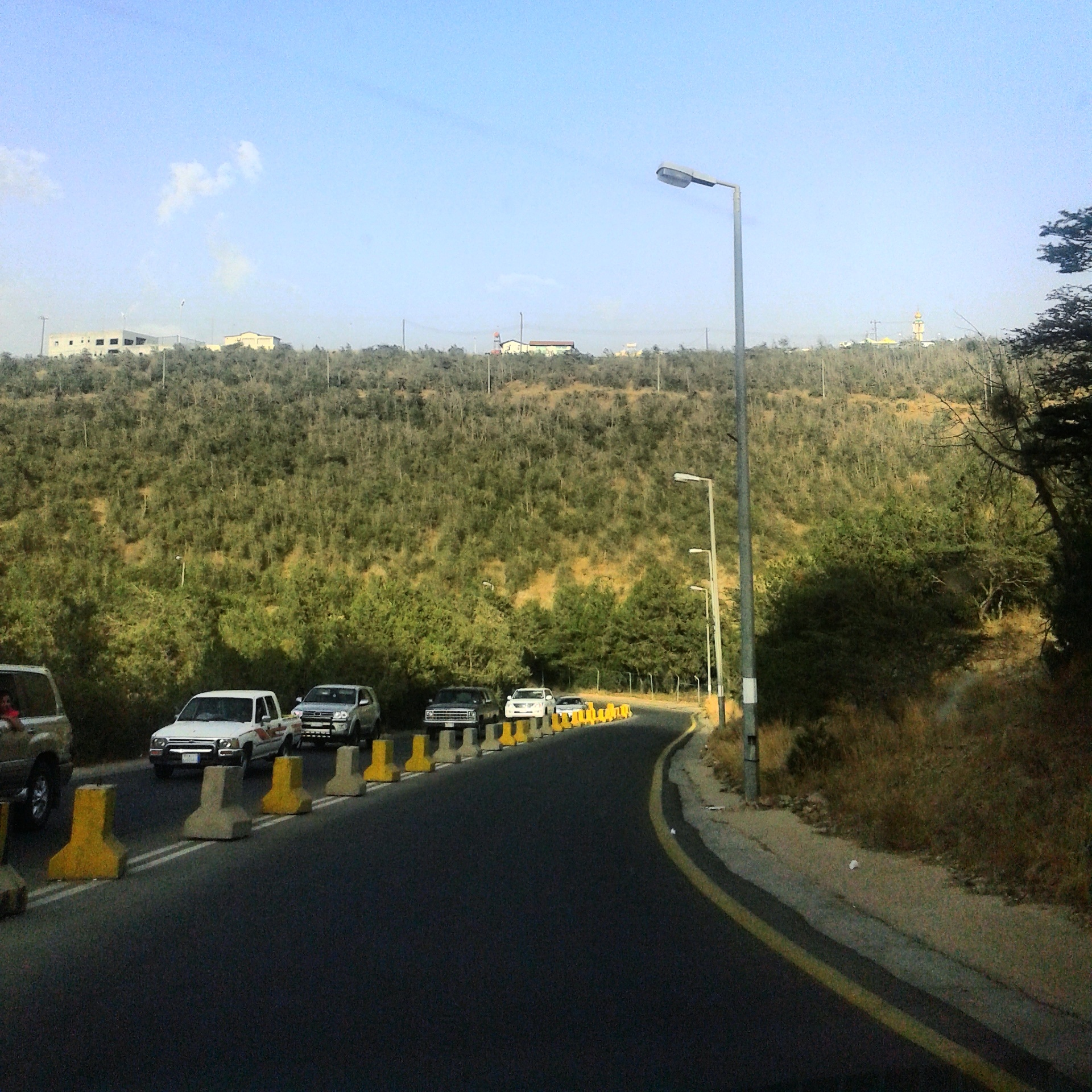
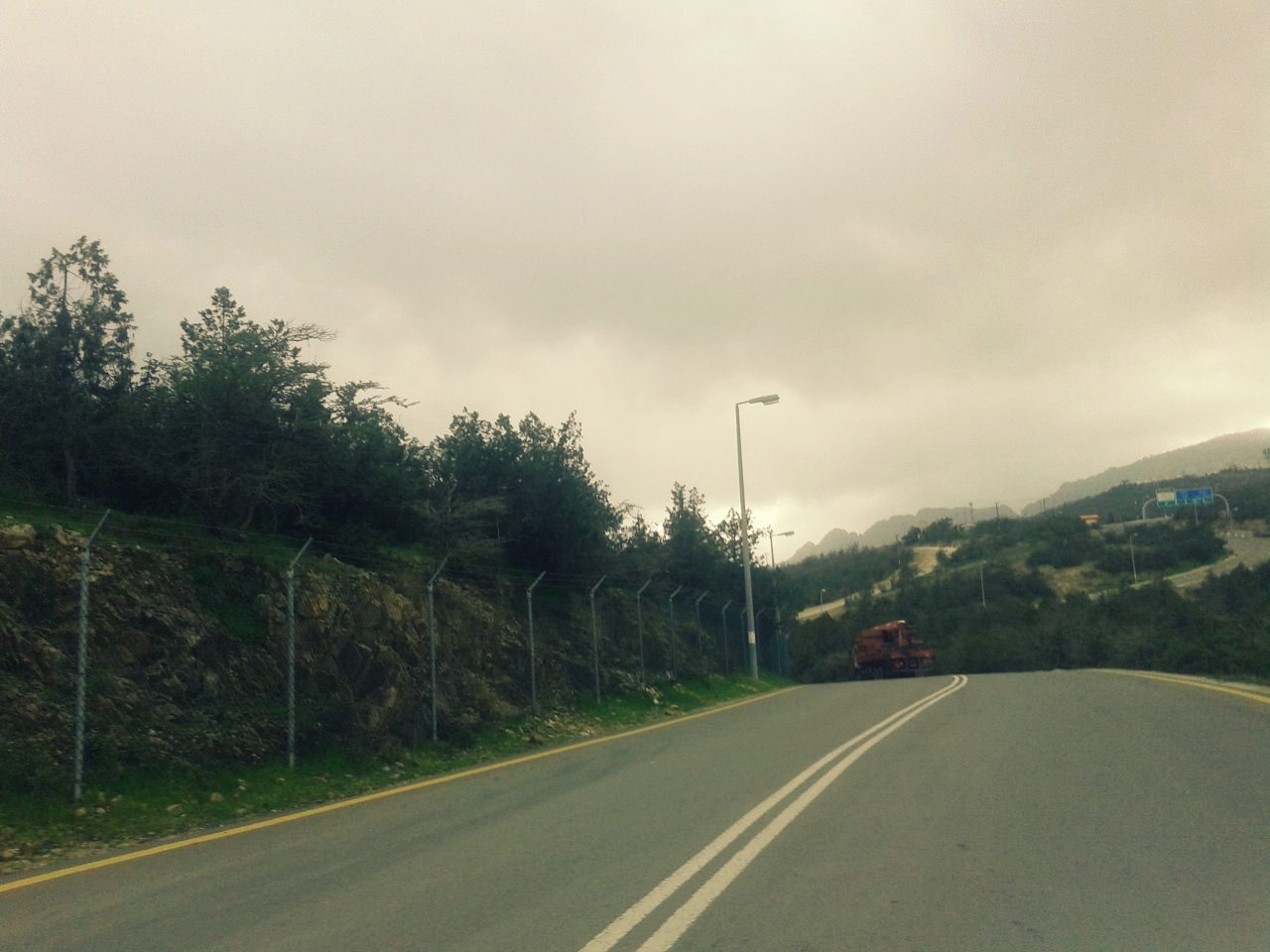